# Фридрихштадт (Дрезден)
Фридрихштадт (нем. Dresden-Friedrichstadt) — административный район Дрездена, расположенный на левом берегу реки Эльба.
Площадь 6,05 км², население 5 259 чел. (2003), плотность 869 чел./км².

## История
Впервые эта часть Дрездена была упомянута в грамоте саксонского маркграфа Дитриха Мейсенского в 1206 г. (в этой же грамоте впервые упоминался и сам Дрезден). Тогда это была ещё отдельно стоящая деревня Oztrov (в более позднем варианте Ostra). Старолужицкое название Озтров говорит само за себя — это был незатопляемый при наводнениях участок земли, находящийся западнее впадения реки Вайсеритц в Эльбу. В XV веке к Остре присоединяются расположенные ещё западнее две небольшие деревни Rostagk и Wernten. После того как в 1559 г. деревня попала в личное владение курфюрста Августа Первого, жители деревни были выселены, а на освобожденных площадях были устроены сельскохозяйственные угодья, с помощью которых осуществлялось снабжение продовольсвием двора курфюрста и дрезденской крепости. В последующее время здесь организовалось городское предместье Остра. А в 1730 году саксонский курфюрст Август Сильный в честь своего сына Фридриха Августа II переименовал предместье во Фридрихштадт. В 1835 году он был присоединён к Дрездену.

## Достопримечательности
- Старое католическое кладбище на Фридрихштрассе
- Дворец Брюль-Марколини, теперь больница Дрезден-Фридрихштадт
- Йенидце
- Дрезденский выставочный комплекс
- Школьный музей Дрездена

## Изображения
- Гавань на Эльбе
- Мельня в дрезденской гавани
- Дрезденский выставочный комплекс
- «Йенидце» - здание бывшей табачной фабрики
- Евангелическая церковь
- Крытый каток на «Пишенер Аллея»
- «EnergieVerbund Arena»
- Больничный комплекс в бывшем дворце Брюль-Марколини